# Протон (спътник)
Вижте пояснителната страница за други значения на Протон.
Протон са съветски изкуствени спътници. Четири спътника Протон са изстреляни в периода от 1965 до 1968 г. Спътницицие са разработени от „НПО Машиностроене“.
Основната цел на проекта е изучаването на високоенергийни и ултра-висикоенергийни частици.
Тези спътници дават името на ракета Протон, защото са един от първите и товари.